# Kensworth
Kensworth är en ort och civil parish i Storbritannien.   Den ligger i kommunen Central Bedfordshire och riksdelen England, i den södra delen av landet, 50 km nordväst om huvudstaden London. Kensworth ligger 188 meter över havet och antalet invånare är 1 537.
Terrängen runt Kensworth är huvudsakligen platt. Kensworth ligger uppe på en höjd. Runt Kensworth är det mycket tätbefolkat, med 1 361 invånare per kvadratkilometer. Närmaste större samhälle är Luton, 6,7 km nordost om Kensworth. Trakten runt Kensworth består till största delen av jordbruksmark.